# سینتیا کری
سینتیا کری (انگلیسی: Cynthia Chéry؛ زادهٔ ۳ سپتامبر ۱۹۹۴) بازیکن فوتبال اهل پورتوریکو است.
وی همچنین در تیم‌های ملی فوتبال Haiti women's national football team بازی کرده‌است.